# Krzysztof Sitkowski
Krzysztof Sitkowski, né le 21 novembre 1935, à Varsovie, en Pologne et décédé le 4 février 1988, à Varsovie, est un ancien joueur polonais de basket-ball.

## Palmarès
- Finaliste du championnat d'Europe 1963
- Coupe de Pologne 1956, 1958